# Ludwig Körner
Ludwig Körner (22 de diciembre de 1890- 2 de marzo de 1968) fue un actor, director y funcionario sindical de nacionalidad alemana.

## Biografía
Su verdadero nombre era Louis Vivegnis, y nació en Großenbaum, Alemania. Estudió con un tutor privado, pues su padre hubo de trabajar muchos años como capataz en el extranjero. Tras completar su educación, Körner empezó a trabajar en el campo del comercio, aunque pronto se dedicó a la actuación, iniciando su carrera artística el 5 de abril de 1913 en el Stadttheater de Klaipėda. Más adelante actuó en teatros de Sondershausen, Bamberg y Stralsund (1917/18). Cumplió el servicio militar durante parte de la Primera Guerra Mundial, y tras el fin del conflicto, en 1918 pudo actuar en el Teatro Lobe de Breslavia, y después en el Reinhardt-Bühnen de Berlín. Además, en esa época empezó a trabajar en el cine mudo.
Körner fue subdirector del Theater in der Josefstadt en 1924, trabajando allí también como actor y director. En 1925 fue director del Kammerspiele de Viena, teatro que colaboró con el Theater in der Josefstadt.
En Berlín, Körner fue a partir de 1928 director principal, director gerente y actor en el Theater Saarlandstrasse y en el Deutsches Künstlertheater Berlin. Desde 1934 fue vicepresidente del Sindicato Teatral Alemán, al cual pertenecía desde 1914. Además, Körner formó parte de la Förderndes Mitglied der SS, organización para el apoyo económico de las SS, y desde 1937 fue igualmente miembro número 5.919.698 del Partido Nacionalsocialista Obrero Alemán (NSDAP).
Körner fue un influyente funcionario teatral en la época Nazi. En la Reichstheaterkammer fue director general Adjunto, y trabajó especialmente en asuntos de carácter social. Desde el 5 de abril de 1938 al 21 de abril de 1942 fue Presidente de la Reichstheaterkammer, y en abril de 1938 fue nombrado senador de la Reichskulturkammer. Una de sus funciones como funcionario teatral fue la exclusión de los judíos y de las personas políticamente impopulares de las asociaciones de artistas. En abril de 1942 renunció a su cargo como Presidente de la Reichstheaterkammer por razones desconocidas, quizás de carácter personal o de índole económica, o quizás por las acusaciones de administración incorrecta y autocrática lanzadas por Hans Hinkel.
En 1943 Körner fue expulsado del NSDAP, por lo cual volvió a trabajar como actor teatral y cinematográfico en Berlín.
Tras la Segunda Guerra Mundial Körner fue en 1951 director general, y en 1953 presidente de la Genossenschaft Deutscher Bühnenangestellter en Berlín. Su papel como funcionario teatral en la época Nazi no influyó en su trabajo en la República Federal, pues fue completamente rehabilitado en 1950, aunque con la incomprensión de muchos de los artistas que volvieron del exilio. Además, en el año 1953 ingresó en la Orden del Mérito de la República Federal de Alemania.
Ludwig Körner falleció en Berlín en el año 1968.

## Filmografía
- 1920 : Die Nacht und der Leichnam
- 1920 : Napoleon und die kleine Wäscherin
- 1921 : Am roten Kliff
- 1922 : Die Frau mit den 10 Masken. 4. Begebenheit: Das Haus der Verrufenen
- 1922 : Wildnis
- 1922 : Der alte Gospodar
- 1923 : Maud, die große Sensation
- 1936 : Die Stunde der Versuchung
- 1943 : Die schwarze Robe
- 1944 : Der Posaunist

## Premios
- Gran condecoración de oro del Sindicato Teatral Alemán (GDBA)
- Presidente de los Bühnenclubs de Berlín
- Miembro honorario del Deutschen Theaters Berlin, del Düsseldorfer Schauspielhauses y del Theaters in der Josefstadt de Viena
- 1953 : Orden del Mérito de la República Federal de Alemania